# تورشاونار، دانمارک
تورشاونار، دانمارک (به انگلیسی: Tórshavnar Municipality) یک جزیره از جزایر فارو در دانمارک است که در استرومو واقع شده‌است.

## خصوصیات
تورشاونار ۱۷۳ کیلومتر مربع مساحت و ۱۹٬۵۰۰ نفر جمعیت دارد.